# عرضه و تقاضا
در اقتصاد خرد، عَرضه و تقاضا (به انگلیسی: Supply and demand) یک مدل اقتصادی است که اثر قیمت را بر روی مقدار در بازار رقابتی بررسی می‌کند. قیمت بر روی مقدار تقاضا از طرف مصرف‌کنندگان و مقدار تولید از طرف عرضه‌کنندگان اثر می‌گذارد. در نتیجه اقتصاد در اثر تلاقی این دو مقدار، در قیمت و مقدار معینی به تعادل می‌رسد. سایر عوامل مؤثر در تعادل اقتصادی نیز (به غیر از قیمت‌ها) در این مدل باعث تغییر تقاضا و عرضه می‌شوند.

## اصول بنیادی
مدل عرضه و تقاضا در واقع برای بازار رقابتی تنظیم شده‌است که در آن هیچ‌یک از خریداران و فروشندگان نمی‌توانند اثر زیادی بر روی قیمت بگذارند، و قیمت به صورت یک داده‌است. مقدار تولید محصول توسط تولیدکننده و مقدار تقاضا توسط مصرف‌کننده، وابسته به قیمت محصول در بازار است. قانون عرضه می‌گوید که در ثابت بودن سایر شرایط مقدار عرضه وابسته به قیمت است و در قیمت بالاتر، عرضه بیشتر و در قیمت پایین‌تر، عرضه کمتر خواهد بود؛ و قانون تقاضا نیز می‌گوید با ثابت بودن سایر عوامل در قیمت‌های بالا، تقاضا کمتر و در قیمت‌های پایین، تقاضا بیشتر خواهد بود.
در بازار رقابتی قیمت تعادلی و مقدار تعادلی یک کالا با عرضه و تقاضای بازار برای آن کالا تعیین می‌شود. قیمت تعادلی یک کالا دقیقاً برابر با قیمتی است که مصرف‌کنندگان مقدار کالایی را که حاضرند در یک دوره زمانی خاص بخرند برابر با مقداری است که تولیدکنندگان آن کالا حاضرند عرضه کنند. در قیمت‌های بالاتر کمبود تقاضا اتفاق و باعث مازاد عرضه می‌شود. این اضافه عرضه به قیمت فشار می‌آورد و باعث می‌شود که قیمت دوباره به سطح تعادلی بازگردد. در قیمت‌های پایین‌تر نیز، مقدار تقاضا از مقدار عرضه بیشتر می‌شود و باعث مازاد تقاضا می‌شود. این مازاد تقاضا باعث افزایش قیمت و در نتیجه بازگشت قیمت به اندازه قبل خود (قیمت تعادلی) می‌شود. پس از اینکه قیمت به تعادل رسید، این قیمت میل به استمرار و باقی‌ماندن دارد.

## عرضه

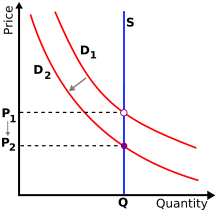
در اینجا قیمت ازp1 بهp2 رسیده‌است و منحنی تقاضا نیز از D1 به D2 رسیده‌است اما مقدار عرضه تغییری نکرده‌است.

عَرضه عبارت است از جریان کالا - خدمات به بازار برای برآوردن تقاضا. همچنین می‌توان گفت: مقدار کالا و خدماتی است که تولیدکنندگان حاضر اند در قیمت‌های مختلف در اختیار مصرف‌کنندگان قرار دهند.
شایان ذکر است که عرضه بستگی به دو عامل دارد:
1. درآمد
2. هزینه تولید

همچنین با ثابت در نظرگرفتن بعضی عوامل در کوتاه مدت یک رابطه مثبت بین مقدار عرضه کالا یا خدمات و قیمت آن ایجاد می‌شود که به قانون عرضه شهرت دارد.

### انتقال تابع عرضه
در تعریف منحنی عرضه بعضی عوامل مثل تعداد و اندازه بنگاه‌های تولیدی، فناوری تولید، قیمت عوامل تولید و قیمت دیگر کالاهای مرتبط ثابت در نظر گرفته شده‌است. در صورت افزایش تعداد و اندازه بنگاه‌ها یا بهبود فناوری یا کاهش قیمت عوامل تولید یا قیمت کالاهای مرتبط منحنی عرضه به سمت پایین و راست منتقل می‌شود. در این صورت قیمت تعادلی کاهش و مقدار تولید افزایش می‌یابد و بلعکس.

### منحنی عرضه عمودی
بعضی وقتها منحنی عرضه عمودی است؛ یعنی عرضه ثابت است و امکان افزایش عرضه در کوتاه مدت وجود ندارد. چون عوامل تولید مانند سرمایه و نیروی کار در کوتاه مدت ثابت اند. در این مواقع قیمت و مقدار تقاضا اثری بر روی میزان عرضه ندارد. مانند مقدار زمین بر روی دنیا که ثابت است؛ و قیمت بالاتر نمی‌تواند باعث شود که زمین بیشتری به وجود آید؛ و حتی اگر تقاضا کننده‌ای برای زمین نباشد باز زمین وجود دارد. در واقع کشش منحنی عمودی عرضه برابر با صفر است.

## تقاضا
مقدار کالا و خدماتی که تقاضا کنندگان با توجه به قیمت کالا درخواست می‌کنند تابع تقاضا را تشکیل می‌دهد.

### انتقال منحنی تقاضا
در صورتی که مصرف‌کنندگان به ازای هر قیمت مشخص مقادیر بیشتری (کمتری) از کالا را درخواست کنند، منحنی تقاضا به سمت راست (چپ) منتقل می‌شود. این مسئله می‌تواند منجر به افزایش (کاهش) قیمت در نقطه تعادل گردد. حرکت روی منحنی تقاضا را تغیر در مقدار مورد تقاضا و حرکت منحنی به چپ و راست را تغییر در تقاضا می‌نامند. تقاضا می‌تواند در اثر دلایل مختلف مانند تغییر در سلایق مصرف یا تغییر در عرضه کالاهای جایگزین تغییر کند.